# Висоцький дендропарк
Висо́цький дендропа́рк — комплексна пам'ятка природи місцевого значення в Україні. Розташований у межах Сарненського району Рівненської області, в селі Висоцьк, на території садиби Висоцького лісництва ДП «Висоцький лісгосп».
Площа 1,5 га. Створений рішенням Рівненського облвиконкому № 343 від 22.11.1983 року. Перебуває у віданні ДП «Висоцький лісгосп» (Висоцьке л-во, кв. 79, вид. 2).
Статус надано з метою збереження парку, де зростає 116 видів дерев та чагарників, більшість з яких екзоти.